# Maurizio Pedetti
Maurizio Pedetti (Casasco d'Intelvi, 13 ottobre 1719 – Eichstätt, 14 marzo 1799) fu un architetto italiano del XVIII secolo che lavorò soprattutto in Germania.
Era figlio del marmorista Francesco Giuliano Pedetti e di Giovanna Caterina Retti.

## Biografia

### I primi passi
Il nonno materno era l'architetto Lorenzo Retti, dal quale egli apprese l'arte del disegno che molto presto dominò. Nel 1722 la famiglia si trasferì a Mannheim. Maurizio imparò l'architettura a Ludwigsburg, ove nel 1731 collaborò con il cugino Donato Giuseppe Frisoni alla costruzione del castello. Ad Ansbach, dal 1735. fu disegnatore di Corte e collaborò alla impostazione del castello del margravio ed alla chiesa di San Gumberto. Nel 1738 era a Monaco, nel 1741 presso la corte dei principi di Spira, quindi l'anno successivo a Bruchsal e Mannheim.
Nel frattempo, fra il 1739 ed il 1741, egli intraprese un viaggio in Italia e proseguì la sua formazione artistica presso Giovanni Battista Nolli a Roma.
Nel 1743 si arruolò nell'esercito prendendo parte alla guerra di successione austriaca.
Dal 1745 fu alla corte del re di Danimarca Cristiano VI ed infine si pose al servizio dei principi Radziwiłł in Polonia.

### Architetto capo ad Eichstätt
Il 12 aprile 1750 si candidò con successo al posto di Direttore dei lavori e di consigliere di Corte ad Eichstätt, incarichi che tenne sotto quattro principi-vescovo, fino alla sua morte.
Nel 1752 sposò Maria Anna Walburga Hortis di Herrieden dalla quale ebbe quattro figli, ma solo una figlia sopravvisse.
Allorché Pedetti assunse il suo ufficio ad Eichstätt, tutti gli edifici importanti della città, che erano stati distrutti nel 1634 dagli svedesi nel corso della guerra dei trent'anni, erano stati ricostruiti dai suoi predecessori, particolarmente da Giacomo Angelici e da Gabriele Gabrieli. Egli progettò numerose nuove costruzioni e ristrutturazioni ma solo poche di esse vennero eseguite.
La sua attività nei primi anni di lavoro ad Eichstätt si limitò alla riparazione di edifici fatiscenti o malandati, che facevano parte dei palazzi del vescovato. In particolare risistemò il Duomo della città e Willibaldsburg.
Quando nel 1757 Raimondo Antonio, conte di Strasoldo divenne vescovo-principe, nel vescovato iniziò un nuovo periodo edilizio, un periodo di rifioritura del barocco, che gli incarichi a Pedetti effettivamente resero migliore.
Cosicché egli fece del castello di Hirschberg, presso Beilngries, un rappresentativo principesco castello di caccia.
Dal 1760 al 1765 egli riallestì in stile rococò gli edifici dei suoi predecessori, dotandoli di cortili d'onore e di vie di accesso principesche.
Nella stessa Eichstätt ampliò la Waisenhaus nella parte est della città, ove la direzione dei lavori era nelle mani dell'architetto del capitolo Giovanni Domenico Barbieri.
Nella residenza vescovile di Eichstätt (oggi sede degli uffici statali) costruì nel 1767/68 una scalinata d'onore ed al secondo piano una sala per feste, la "Sala degli specchi".

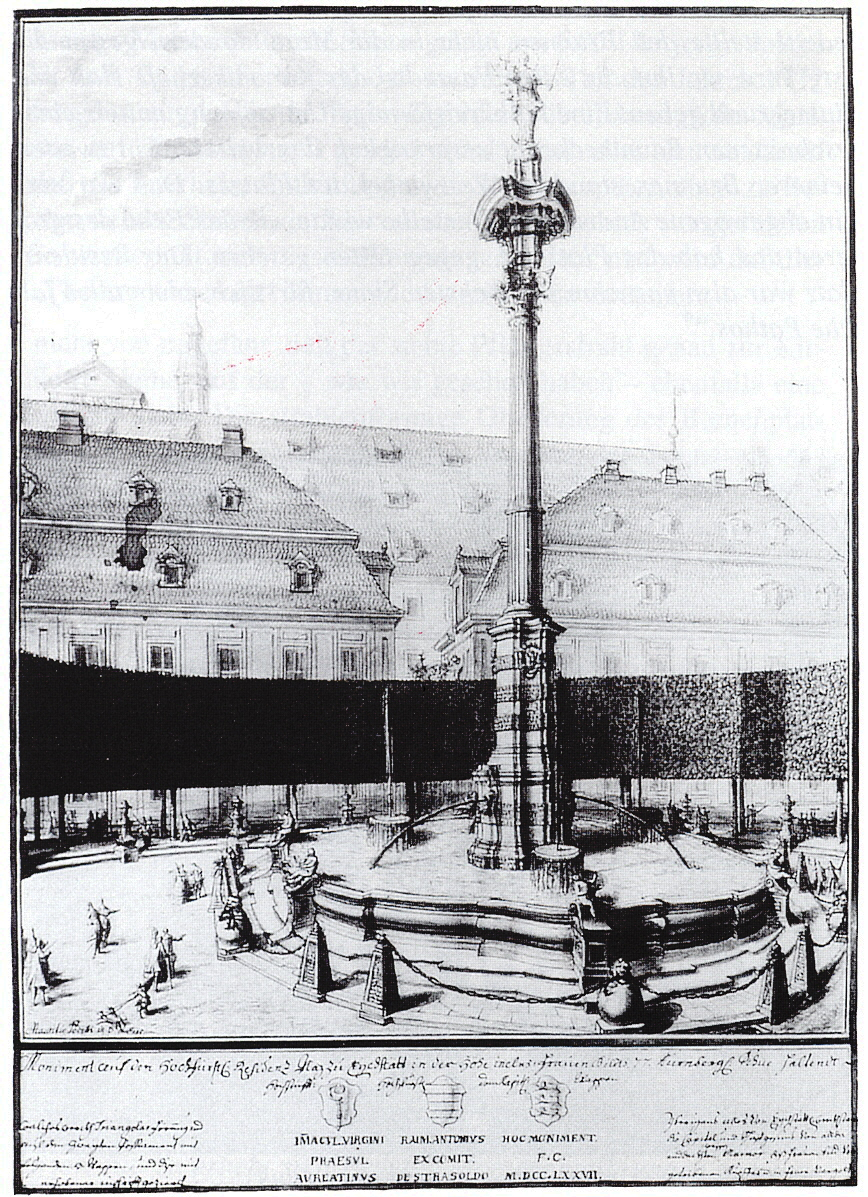
Disegno della colonna della Madonna, opera del 1777 del Pedetti di fronte alla piazza della residenza del principe ad Eichstätt

Capolavoro urbanistico del Pedetti fu la realizzazione della piazza della Residenza negli anni 1776-80 con al centro la colonna della Madonna alta circa 24 metri con grandi e piccole fontane, il pavimento in selciato ed una rotonda arcuata sul lato orientale.
Nella residenza estiva egli realizzò un giardino di corte con l'installazione di un padiglione sul fronte meridionale, secondo il nuovo gusto rococò di quel tempo.
Egli poté utilizzare il suo talento per il disegno quando, nel 1758 sistemò a nuovo, insieme al pittore Michael Franz, il calendario del capitolo del duomo.
Da lui ci sono stati anche tramandate vedute di Eichstätt, Herrieden, Berching und Greding.
Con la svolta verso il classicismo Pedetti costruì nel 1791 l'avancorpo nella parte meridionale della Residenza.
Sotto l'ultimo principe-vescovo di Eichstätt, conte Joseph von Stubenberg, Pedettì riorganizzò nello stesso stile le stanze vescovili del primo piano della Residenza.
I suoi progetti del 1792 per un riallestimento del castello di Pfünz secondo lo stile neoclassico invece non furono portati a termine.
Una candidatura al posto di architetto del Capitolo del Duomo, come successore di Giovanni Domenico Barbieri, nel 1765 non ebbe successo.

### Le sue opere nel vescovato di Eichstätt
In totale Pedetti realizzò i suoi progetti per sette parchi di castelli, per sei castelli e per il Residenz.
Nel vescovado nacquero sotto Pedetti numerosi nuovi edifici, dalle scuole alle case per guardaboschi, dalle sedi di consigli alle case parrocchiali, dalle chiese alle cappelle. Molte di queste sono degne di menzione:
- Frauenkirche a Beilngries
- Chiesa dell'Assunta a Berching
- Casa parrocchiale a Herrieden
- Chiesa di San Sebastiano ad Arnsberg
- Portale classicistico della chiesa del convento di Rebdorf
- Monumento funebre per il canonico del duomo Marquard Wilhelm Graf von Schönborn nel Duomo di Eichstätt
- Monumento funebre per il principe-vescovo Raymund Anton, conte di Strasoldo, nel Duomo di Eichstätt
- tre ponti in Eichstätt
- sistema di approvvigionamento dell'acqua per la piazza della Residenza e per le sue fontane.

### La morte
Nel cimitero orientale di Eichstätt, sulla parete esterna della cappella alla Madonna della Neve, è rimasto un monumento funebre a lui dedicato e da lui stesso progettato in stile classicista ma non è stato rinvenuto di lui alcun ritratto.
Gli succedette, ultimo architetto capo del vescovato, il roveredano Domenico Maria Salle.
Quattro anni dopo la sua morte ebbe inizio il processo di secolarizzazione che segnò la fine della signoria dei principi-vescovo.

### Articoli
- Sammelblatt des Historischen Vereins Eichstätt 70 (1977), S. 22f., 75 (1982), S. 179ff., 94 (2001), S. 37-50.
- Winfried Nerdinger (Hg.), Klassizismus in Bayern, Schwaben und Franken. Architekturzeichnungen 1775 bis 1825. Beck, München 1980, S. 361-372 (Katalog der gleichnamigen Ausstellung).
- Edmund Endl: Mauritio Pedetti - der letzte Hofbaumeister. In: Vereinigung der Freude des Willibald-Gymnasiums (Hrsg.): Weihnachtsschrift 1999, Eichstätt 1999, S. 3-37.
- Alexander Rauch: Eichstätts fürstliches Erbe: Zur Wiederherstellung und Geschichte des Residenzplatzes. in: Festschrift zur Wiederherstellung des Residenzplatzes in Eichstätt. Hrg. Landbauamt Eichstätt, 1985, Seite 42-63.
- Alexander Rauch: Der Hochfürstlich-Eichstädtische Residenzplatz gegen Aufgang, Bemerkungen zum Realitätscharakter einer spätbarocken Stichvedute. in: Bruckmanns Pantheon, Internationale Jahreszeitschrift für Kunst, Bd. IV, 1983, Seite 335-345.
- Rūstis Kamuntavičius et alii: Artisti del lago di Lugano e del Mendrisiotto in Lituania, in Gli artisti del lago di Lugano e del Mendrisiotto nel Granducato di Lituania (dal XVI al XVIII sec.), Hrsg Giorgio Mollisi, «Arte&Storia», Edizioni Ticino Management, anno 13, numero 59, agosto-ottobre 2013, Lugano 2013.

### Saggi
- Felix Mader u.a: Stadt Eichstätt (Die Kunstdenkmäler von Mittelfranken; 1). Verlag Oldenbourg, München 1981, ISBN 3-486-50504-1 (Nachdr. d. Ausg. München 1924).
- Petra Noll: Mauritio Pedetti, der letzte Hofbaudirektor des Hochstifts Eichstätt (1719-99). Leben und Werk im Übergang vom Spätbarock zum Frühklassizismus (Miscellanea Bavarica Monacensia; 127). Uni-Druck, München 1984, ISBN 3-87821-197-X (zugl. Dissertation, Universität München 1983).